# AGS-17

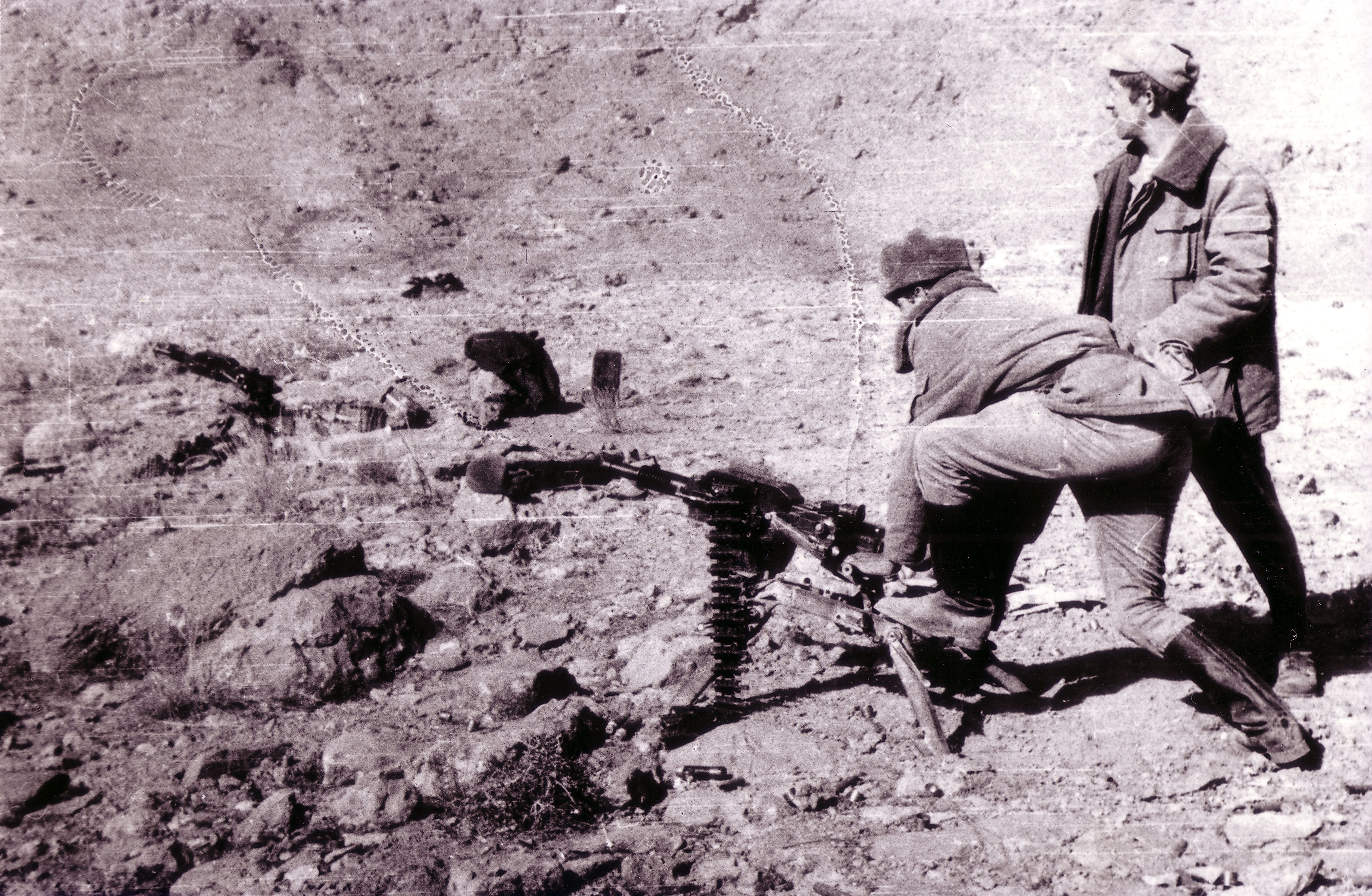
Un AGS-17 en Afganistán, 1986.

El AGS-17 «Plamya» (en ruso: АГС-17 «Пламя», en español: "llama") es un lanzagranadas automático de diseño soviético que hoy es producido en Rusia y es empleado por varias Fuerzas Armadas alrededor del mundo.

## Descripción
El AGS-17 es un arma pesada de apoyo a la infantería, diseñada para ser empleada desde un trípode o montada en un sistema de defensa o vehículo. El AGS-17 dispara granadas de 30 mm con una cadencia sostenida, tanto de forma directa como indirecta para proveer un letal fuego de apoyo contra blancos sin blindaje o fortificaciones ligeras.
El arma emplea un mecanismo de recarga por retroceso. Las granadas son disparadas a través de un cañón estriado, que puede ser cambiado con rapidez para evitar su desgaste.
La cinta de granadas es transportada en una caja de metal. Las cajas estándar tienen capacidad para una cinta de 30 granadas.  
El trípode viene equipado con un equipo de ajuste fino, para poder abrir fuego de forma indirecta.

## Desarrollo
El desarrollo del AGS-17 (Avtomatischeskyi Granatomyot Stankovyi - Lanzagranadas automático montado, en ruso) fue iniciado en la Unión Soviética en 1967 por la Oficina de Diseño OKB-17 (ahora conocida como la famosa Oficina de Diseño de Instrumental KBP, de la ciudad de Tula). Es muy probable que su desarrollo haya sido inspirado por el conflicto fronterizo chino-soviético de finales de los 60, así como también por informaciones de las tropas nor-vietnamitas que fueron atacadas con lanzagranadas automáticos por tropas estadounidenses. 
Se cree que el lanzagranadas automático es una de las más efectivas armas de apoyo contra la típica estrategia china de ataque "ola humana" (carga frontal). Esta arma ligera proveía a la infantería con fuego de apoyo de alcance corto y medio, contra tropas enemigas y blancos sin blindaje, como camiones y otros equipos similares. Los primeros prototipos del AGS-17 fueron probados en 1969, iniciándose la producción en serie en 1971.  
Durante el mismo periodo se desarrolló la versión aérea de este lanzagranadas automático, el AG-17, para ser instalado a bordo de los helicópteros artillados Mi-24 Hind. Aunque nunca fue empleado contra los chinos, el AGS-17 tuvo un amplio empleo y aceptación por parte de las tropas soviéticas en la guerra de Afganistán (1978-1992) como arma de apoyo a la infantería o montado a bordo de camiones y portatropas blindados en montajes improvisados.
Todavía se encuentra en servicio con el Ejército ruso como arma de apoyo a la infantería; también es montado a bordo de varios vehículos y en torretas, al lado de ametralladoras, lanzamisiles y equipos de puntería. Se instaló en las puertas de varios helicópteros Mi-8 Hip una versión aérea especial, el AG-17A, así como en los contenedores de armas empleados en los últimos modelos del helicóptero artillado Mi-24 Hind; esta arma tiene el cañón envuelto en una gruesa camisa de aluminio, va montada sobre un afuste especial y emplea un gatillo eléctrico accionado desde la cabina. Está siendo reemplazado por el lanzagranadas automático AGS-30, el cual emplea la misma munición, tiene un mecanismo mejorado y solamente pesa 16 kg (descargado y montado sobre el trípode).

## Munición
El AGS-17 dispara frecuentemente dos tipos de munición. La VOG-17M es la versión actualmente disponible de la granada de 30 mm original, que es del tipo HE. La VOG-30 es similar, pero lleva una carga explosiva mejorada y tiene un mejor diseño de fragmentación que aumenta la efectividad del radio de detonación.
Los rebeldes chechenos y otros terroristas del Caucaso Norte emplean estas granadas para fabricar granadas de mano improvisadas llamadas "khattabka".
La empresa armera búlgara Arcus produce granadas de mano AR-ROG basadas en casquillos de la VOG-17 y espoletas UZRGM (УЗРГМ, en ruso), que además es una espoleta de diseño soviético.

## Usuarios
- Afganistán[2]
- Angola[2]
- Armenia - Importado.
- Bulgaria - Producido localmente por Arsenal AD.
- Chad[2]
- China -  producido por Norinco.[2][3]
- Corea del Norte[4]
- Cuba[2]  - Cuba fabrica el AGS-17 y lo suministra a las Avispas Negras.
- Eslovaquia[5]
- Ecuador - importado
- Finlandia - denominado 30 KrKK AGS-17, fue reemplazado por el HK GMG en 2005,[6]
- Georgia[7]
- India[2]
- Irak - Producido bajo licencia.[2][3]
- Irán[2]
- Letonia[2]
- Montenegro - Denominado M93.[2]
- Mozambique[2]
- Nicaragua[2]
- Polonia[2]
- Rusia[8]
- Siria
- Serbia - Denominado M93.[2]
- Vietnam[cita requerida]